# Эмардвилл (тауншип, Миннесота)
Эмардвилл (англ. Emardville) — тауншип в округе Ред-Лейк, Миннесота, США. На 2000 год его население составило 217 человек.

## География
По данным Бюро переписи населения США площадь тауншипа составляет 118,2 км², из которых 118,2 км² занимает суша, водоёмов нет.

## Демография
По данным переписи населения 2000 года здесь находились 217 человек, 81 домохозяйство и 55 семей.  Плотность населения —  1,8 чел./км².  На территории тауншипа расположено 95 построек со средней плотностью 0,8 построек на один квадратный километр. Расовый состав населения: 100,00 % белых.
Из 81 домохозяйств в 40,7 % воспитывались дети до 18 лет, в 58,0 % проживали супружеские пары, в 8,6 % проживали незамужние женщины и в 30,9 % домохозяйств проживали несемейные люди. 28,4 % домохозяйств состояли из одного человека, при том 9,9 % из — одиноких пожилых людей старше 65 лет. Средний размер домохозяйства — 2,68, а семьи — 3,36 человека.
31,8 % населения — младше 18 лет, 10,1 % — в возрасте от 18 до 24 лет, 24,9 % — от 25 до 44, 24,4 % — от 45 до 64, и 8,8 % — старше 65 лет. Средний возраст — 34 года. На каждые 100 женщин приходилось 106,7 мужчин.  На каждые 100 женщин старше 18 приходилось 124,2 мужчин.
Средний годовой доход домохозяйства составлял 26 875 долларов, а средний годовой доход семьи —  31 719 долларов. Средний доход мужчин —  25 625  долларов, в то время как у женщин — 21 094. Доход на душу населения составил 11 943 доллара. За чертой бедности находились 18,0 % семей и 18,7 % всего населения тауншипа, из которых 26,2 % младше 18 и 5,7 % старше 65 лет.